# Souad Lamari
Pour les articles homonymes, voir Lamari.
Souad Lamari (en arabe : سعاد لعماري) est une femme politique marocaine. 
Elle a été élue députée dans la liste nationale, lors des élections législatives marocaines de 2016 avec le Parti de la justice et du développement. Elle fait partie du groupe parlementaire du même parti, et elle est membre active de la Commission de l'enseignement, de la culture et de la communication.